# Iachim Grosul
Iachim Sergheevici Grosul (în rusă Яким Сергеевич Гросул) (n. 21 septembrie 1912, satul Caragaș, raionul Slobozia, Imperiul țarist – d. 28 septembrie 1976, Chișinău, R.S.S.M.) a fost un istoric sovietic moldovean, care a devenit primul Președinte al Academiei de Științe a Republicii Moldova (1961-1976). Membru PCUS din anii 30 ai sec. XX.

## Biografie
Iachim Grosul s-a născut la data de 21 septembrie 1912, în satul Caragaș (raionul Slobozia). A absolvit Institutul Pedagogic din Tiraspol (1937), obținând ulterior titlul științific de doctor habilitat în istorie.
A lucrat succesiv în calitate de conferențiar și decan (1940) al Facultății de Istorie al acestui Institut. În perioada celui de-al doilea război mondial a fost lector la Institutul Pedagogic evacuat la Buguruslan; își susține în această perioadă teza de doctor în științe istorice. După război, revine la Chișinău, unde este numit decan și șef de catedră la Institutul Pedagogic (1944-1946). Între anii 1946-1959 îndeplinește funcția de decan al Facultății de Istorie și Filologie, șeful Catedrei de istorie a U.R.S.S. la Universitatea de Stat din Moldova. În anul 1955 își susține teza de doctor habilitat în istorie, apoi în 1957 i se conferă gradul didactic de profesor universitar.
Din anul 1947 a fost numit Director-adjunct al Bazei Moldovenești a Filialei Academiei de Științe a URSS. Din 1949 a fost vice-președinte, ulterior președinte (februarie 1954) al Filialei Moldovenești a Academiei de Științe a URSS în RSS Moldovenească. Este unul dintre autorii concepției și proiectului de transformare a Filialei Moldovenești a Academiei de Științe a U.R.S.S. în Academie de Științe a R.S.S.M. La 30 decembrie 1958, prin reorganizarea Institutului de Istorie, Limbă și Literatură, doctorul în istorie Iachim Grosul a devenit director al Institutului de Istorie.
La data de 1 august 1961 a devenit membru titular al Academiei de Științe a RSS Moldovenești. În ziua următoare, a fost ales primul Președinte al Academiei de Științe a RSS Moldovenești, îndeplinind această funcție până la moarte. În anul 1966 este ales ca membru corespondent al Academiei de Științe din U.R.S.S.
Iachim Grosul a participat activ la viața publică și politică a RSSM, fiind ales deputat al Sovietului Suprem al URSS și al Sovietului Suprem al RSSM. Pentru meritele sale la edificarea statului sovietic moldovenesc, a primit titlul de Om emerit în științe din R.S.S.M. (1967), primind Premiul de Stat al R.S.S.M. (1972), Ordinul Lenin și două Ordine Drapelul Roșu de Muncă.
S-a manifestat drept un bun organizator al științei academice. Opera sa din domeniul istoriei a suportat însă toate consecințele dogmatismului impus de ideologia marxistă, dominantă la acea epocă, pretentând teoria "etnogenezei moldovenești" în teritoriul dintre Prut și Nistru. Începând din anul 1967, Iachim Grosul a fost redactor-șef al Enciclopediei Sovietice Moldovenești.
De asemenea, a contribuit la studierea istoriei agrare a Basarabiei în secolul al XIX-lea, publicând peste 280 de lucrări științifice și de propagare a științei, cum ar fi: Țăranii Basarabiei (1812-1861) (1956); Reforma țărănească în Basarabia din anii '60- '70 ai sec. al XlX-lea (1956, coautor); Schițe cu privire la istoria economiei Basarabiei (1812-1861) (1967, coautor); Schițe cu privire la istoria economiei Basarabiei (1861-1905) (1972, coautor); Autonomia Basarabiei în componența Rusiei (1812-1828) (1982) etc.
Iachim Grosul a încetat din viață la data de 28 septembrie 1976, în municipiul Chișinău. A fost înmormântat în Cimitirul Ortodox Central din Chișinău și i s-a construit un monument de granit cenușiu, având imaginea academicianului sculptată în tehnica altoreliefului, realizată de către sculptorul Lazăr Dubinovschi.
În anul 2004, lui Iachim Grosul i-a fost dedicată o monedă comemorativă de argint cu o valoare nominală de 100 ruble transnistrene, emisă într-un tiraj de 1000 piese. Această mondedă face parte din seria "Oameni de seamă ai Transnistriei".

## Lucrări publicate

### Cărți
- Curs de istorie a Moldovei (1949) - împreună cu Artiom Lazarev
- Țăranii Basarabiei (1812-1861) (1956);
- Reforma țărănească în Basarabia din anii '60- '70 ai sec. al XlX-lea (1956, coautor);
- Schițe cu privire la istoria economiei Basarabiei (1812-1861) (1967, coautor);
- Istoria RSS Moldovenești - 2 vol. (Ed. Cartea Moldovenească, Chișinău, 1970) - coautor
- Schițe cu privire la istoria economiei Basarabiei (1861-1905) (1972, coautor);
- Autonomia Basarabiei în componența Rusiei (1812-1828) (1982)

### Articole în periodice
- O lucrare valoroasă despre organizarea statală sovietică moldovenească (în "Comunistul Moldovei" nr. 2/1975)